# Манифест (фильм)
«Манифест» (англ. Manifesto) — кинофильм Душана Макавеева. Экранизация произведения, автор которого — Эмиль Золя.

## Сюжет
В 1920 году в Центральной Европе деспотичный повелитель Империи посещает маленький городок Вальдхейм. Группа революционеров задумывает убить деспота, в то время как его секретная служба (во главе с Аванти) и полиция (во главе с Хантом) организуют приём. Светлана Варгас из буржуазной семьи и соблазнённый ею служащий Эмиль ответственны за организацию покушения на короля.

## В ролях
- Эрик Штольц — Кристофер
- Альфред Молина — Аванти
- Раде Шербеджия — Эмиль
- Камилла Сёэберг — Светлана Варгас
- Саймон Кэллоу — Шеф полиции Хант
- Линдси Дункан — Лили
- Светозар Цветкович — Руди

## Награды и номинации
- Приз ОДК СССР за лучшую режиссуру (1989)[2]